# The Indian Views
The Indian Views (deutsch etwa: Die indischen Sichtweisen) war eine Zeitung für indischstämmige Leser in Südafrika. Zu ihrer wichtigsten Zielgruppe gehörten die Gujarati-sprechenden, muslimischen Familien aus dem Handelssektor Natals. In ihren späten Erscheinungsjahren trat sie als ein Sprachrohr der gesamten indischen Minderheit in Südafrika auf.
Die Indian Views erschien zweisprachig, in Gujarati und in Englisch.

## Geschichte
The Indian Views wurde von Mohamed Cassim Angalia 1914 in Durban gegründet. In den 1920er Jahren erwarb die Familie von Ebrahim Jeewa aus Durban den Zeitungsverlag. In Folge des Eigentümerwechsels übernahm Hajee Ebrahim Amod Jeewa dessen Leitung. Als 1927 (nach anderen Angaben bereits 1926) Moosa Ismail Meer in den Redaktionsdienst eintrat, begann für die Zeitung eine neue Periode, in deren Verlauf sie aus dem bisher regionalen Wirkungskreis heraustrat. Dieser wurde 1934 Eigentümer des Zeitungsverlages und prägte als Redakteur und Herausgeber bis 1963 ihr Profil. Während dieser Zeit erlangte sie in ganz Südafrika Bekanntheit. Sein ältester Sohn Ismail Moosa Meer führte die Zeitung als verantwortlicher Redakteur fort, musste sie jedoch 1972 einstellen.
Die Berichterstattung des Wochenblattes setzte sich vor der Apartheid mit der Vorherrschaft des britischen Imperialismus auseinander und nahm hierbei Bezug auf antikoloniale Positionen und panislamische Perspektiven. Bis in die Mitte des 20. Jahrhunderts vertrat die Zeitung schwerpunktmäßig konservative und antilinke Positionen aus dem Kreis der überwiegend wohlhabenden Schicht indischstämmiger Geschäftsleute. Nach der Einschätzung von Raja Maharaj Singh, einem ehemaligen Repräsentanten der indischen Regierung in der Südafrikanischen Union, hielt die Indian Views bereits in den 1930er Jahren eine führende Position unter den Zeitungen der indischstämmigen Bevölkerung Südafrikas.
Zwischen 1956 und 1963 schrieb auf Einladung von Moosa Meer die aus Potchefstroom stammende muslimische Frauenrechtlerin Zuleikha Mayat eine Wochenkolumne mit dem Titel Fahmida’s World. Hierin äußerte sie sich zu Fragen der Geschlechterrollen in der damaligen Gesellschaft des Landes. Sie trug dadurch in der indischen Diaspora Südafrikas zu einem erweiterten Verständnis für das wechselseitige Verhältnis familiärer und öffentlicher Anliegen bei. Hierbei eröffnete sie, mit zunehmender publizistischer Autorität versehen, zunächst für Frauen den Raum zu Gesprächen über Politik, gesellschaftliche Werte und Identität ihrer Minderheitengruppe. Zum politischen Klima in der zweiten Hälfte der 1950er Jahre gehörten vielfältige Repressionsmaßnahmen der südafrikanischen Regierung, um die Freizügigkeitsrechte der indischstämmigen Bevölkerung zwischen den einzelnen Provinzen über behördliche Genehmigungsverfahren einzuschränken und in manchen Fällen sogar eine Rückkehr nach Auslandsaufenthalten zu verhindern. Es kam dabei zur Trennung von Familien, Inhaftierungen und Deportationen. Nach der Volkszählung von 1946 waren nur 10,4 Prozent der asiatischen Bevölkerungsgruppe außerhalb der Südafrikanischen Union geboren.

## Nachgewiesene Bestände
In südafrikanischen Institutionen sind mehrere Jahrgänge der Indian Views archiviert:
- 1914–1926 Natal Archives, Pietermaritzburg,
- 1914–1943 Documentation Centre, Universität von KwaZulu-Natal (Repos. University of Durban-Westville) hier Mikroverfilmung,
- 1937–1952 Durban Reference Library, Durban,
- 1952–1962 Natal Society Library, Pietermaritzburg.

## Weblink
- Ismail Chota Meer: In remember. Reminiscences of the Struggle for Liberation and the Role of Indian South Africans, 1924–1958. (redigiert von Enuga S. Reddy, Fatima Meer) auf www.muthalnaidoo.co.za (englisch)